# Palacio de Rosersberg

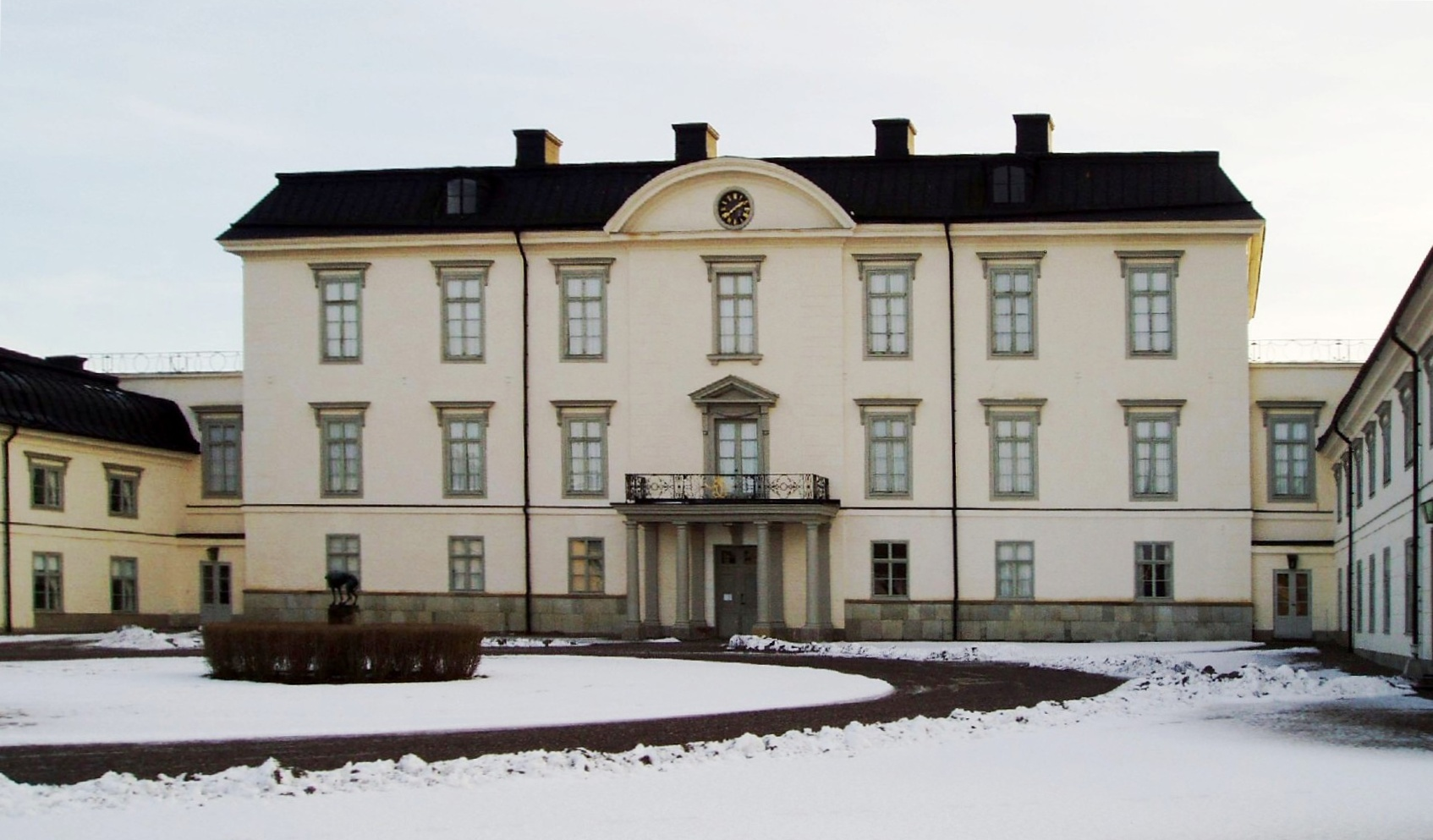
Palacio de Rosersberg en invierno.

El palacio de Rosersberg (en sueco: Rosersberg slott) es uno de los palacios reales de Suecia. Se encuentra en la orilla del lago Mälaren, a las afueras de Estocolmo, fue construido en la década de 1630 por la familia Oxenstierna y se convirtió en palacio real en 1762, cuando el estado se lo cedió al duque Carlos (posteriormente Carlos XIII, el hermano pequeño de Gustavo III de Suecia).

## Historia
Gabriel Bengtsson Oxenstierna puso el nombre al palacio en honor a su madre que descendía de la prestigiosa familia Tre Rosor (“Tres Rosas”). La construcción del castillo se realizó en el estilo típico de la época, el renacentista. Se comenzó en 1634 y se completó en 1638.
A finales del siglo XVII, el estilo renacentista estaba pasado de moda y el hijo de Oxenstierna, Bengt Oxenstierna, lo modernizó radicalmente, redecorándolo y reconstruyéndolo en el estilo de moda, el rococó, bajo la dirección del arquitecto Nicodemus Tessin el Joven. Los gabletes del edificio principal fueron demolidos y se construyó un nuevo tejado para el edificio. Se añadieron nuevas alas y galerías con columnatas.
En 1747, Rosersberg fue adquirido por el barón Erland Carlsson Broman y otra vez fue modernizado bajo asistencia del arquitecto Jean Eric Rehn. Broman murió en 1757 y el palacio fue adquirido por el estado, que se lo dio a Carlos.
Carlos se instaló en el palacio y continuó con los planes de Rehn para modernizarlo. Se renovó en un estilo gustaviano tardío, pero carecía de la mayoría de los aspectos caprichosos de ese estilo, que fueron remplazados por unos más serios y románticos, creando el nuevo estilo Imperio de Carlos XIII. Como parte de la modernización se crearon nuevos interiores; los más notables fueron los salones Naranja y Rojo, y la Sala Hogland.
Era el favorito entre los palacios reales para Carlos XIV Juan y la reina Desideria Clary, los primeros de la línea Bernadotte, quienes pasaban los veranos en Rosersbeg, y fueron los últimos reyes que lo usaron como residencia. El dormitorio de Carlos Juan es considerado como uno de los más importantes ejemplos de interiores suecos de principios del siglo XIX. Hoy en día, las habitaciones y las colecciones están muy bien conservadas tal y como fueron entre 1795 y 1825.
Tras la muerte de Desideria en 1860, se cedió el palacio al ejército sueco y hasta 1961 fue una escuela de mosqueteros. En la década de 1960 Defensa Civil tomó a la fuerza partes del palacio y de los terrenos que actualmente son usados por la Agencia Sueca de Servicios de Rescate.